# Йохан Андреас II фон Ауершперг
Йохан Андреас II фон Ауершперг (на немски: Johann Andreas (Janez Andrej) Graf von Auersperg; * 16 юли 1615; † 8 октомври 1664) е австрийски благородник, фрайхер от фамилията Ауершперг, имперски граф на 11 септември 1630 г.

## Произход
Той е син на фрайхер Хербард IX/XII фон Ауершперг (1574 – 1618), господар на Зисек, и съпругата му Фелицитас Катцианер фрайин фон Катценщайн († 1615). Внук е на фрайхер Кристоф II фон Ауершперг (1550 – 1592) и Анна фон Малтцан († 1583).
Йохан Андреас II фон Ауершперг е издигнат на имперски граф на 11 септември 1630 г.

## Фамилия
Йохан Андреас II се жени на 6 септември 1639 г. в Любляна за Анна Елизабет фон Ламберг (* 1621; † 8 септември 1668, Любляна), дъщеря на фрайхер Йохан Хервард фон Ламберг (издигнат на граф и фрайхер 1647 г.) и Мария Салома Гал фон Галенщайн. Те имат десет деца:
- Андреас Троян фон Ауершперг (* 1640; † в битка в Унгария)
- Волфганг Енгелбертф он Ауершперг (* 6 ноември 1641, Любляна; † 17 ноември 1709, Любляна), женен на 31 октомври 1669 г. за графиня Анна Катарина Елизабет Трилег (* ок. 1651/1655; † 6 август 1724, Любляна)
- Йохан Хервард фон Ауершперг (* 12 април 1643, Лайбах; † 26 август 1701, Лайбах), женен на 29 април 1670 г. в Грац за графиня Мария Констанция Елизабет фон Траутмансдорф (* 12 май 1651; † 1 май 1722, Лайбах), дъщеря на граф Георг Кристоф фон Траутмансдорф († 1660) и фрайин Мария Розалия Анна Барбара фон Риндсмаул († 1665)
- Фердинанд Вайкхард фон Ауершперг (1644 – 1646)
- Йохан Вайкхард фон Ауершперг (1646 – 1649)
- Мария Изабела фон Ауершперг (* 13 април 1649, Лайбах; † 4 септември 1693, Лайбах), омъжена I. на 2 септември 1670 г. за граф Йохан Каспар фон Атемс (* 1630; † 10 март 1676, Лайбах), II. на 29 ноември 1677 г. за граф Ернест Готлиб Барбо фон Ваксенщайн (* 1656; † 29 януари 1684, Любляна), III. за фрайхер Юлиус фон Вернек († 21 април 1728, Лайбах)
- Леополдина Рената фон Ауершперг (* 25 май 1650, Любляна; † 1702), омъжена I. на 7 февруари 1666 г. в Любляна за граф Бернардин Барбо фон Ваксенщайн (* октомври 1632; † 13 април 1677, Любляна), II. на 20 ноември 1678 г. за граф Фердинанд Ернст Карл фон Заурау (* октомври 1657; † 25 декември 1729, Любляна)
- Мария Сибила Констанция Катарина фон Ауершперг (* 2 септември 1652, Любляна; † 29 декември 1703, Любляна), омъжена на 9 февруари 1671 г. за граф Франц Адам Урзини Благай (* 20 февруари 1641; † 1716)
- Йохан Карл фон Ауершперг (* 1654), монах
- Мария Ана Максимилиана фон Ауершперг (1656 – 1710), омъжена 1672 г. за граф Йохан Карл фон Турн и Валсасина (1643 – 1710)